# Slaget ved Khalkhin Gol
47°32′N 118°58′Ø / 47.533°N 118.967°Ø
Slaget ved Khalkhyn Gol (mongolsk: Халхын голын байлдаан russisk: бои на реке Халхин-Гол; Japansk: ノモンハン事件 Nomonhan jiken – dvs. Nomonhan episoden) var det afgørende slag i den uerklærede Sovjetisk-japanske grænsekonflikt som blev udkæmpet mellem Sovjetunionen, Mongoliet og Japan i 1939. Slaget blev opkaldt efter floden Khalkhyn Gol, som flyder gennem slagmarken. I Japan blev slaget kendt som Nomonhan episoden efter en nærliggende landsby på grænsen mellem Mongoliet og Manchukuo. Slaget endte med et totalt nederlag for den japanske 6. armé.
Slaget ved Khalkhyn Gol må ikke forveksles med krigen i 1945 hvor Sovjetunionen erklærede krig mod Japan som støtte for de øvrige allierede i 2. Verdenskrig og indledte Sovjetunionens invasion af Manchuriet.

## Baggrund
Efter besættelsen af Manchuriet og Korea flytte Japan sin militære interesse til sovjetiske områder, som grænsede op til disse territorier. Den første store sovjetisk-japanske grænseepisode var slaget ved Khasansøen, som foregik i 1938 i Primorskij. Det kom ofte til sammenstød mellem japanske og sovjetiske styrker på grænsen til Manchuriet.
I 1939 var Manchuriet en marionetstat under Japan under navnet Manchukuo. Japanerne hævdede at grænsen mellem Manchukuo og Den mongolske Folkerepublik var ved Khalkhyn Gol, som flyder ind i Buirsøen. Til gengæld hævdede mongolerne og deres sovjetiske allierede, at grænsen forløb ca. 15 km øst for floden, lige øst for landsbyen Nomonhan.
Den vigtigste besættelsesstyrke i Manchukuo var Kwantung Arméen, som bestod af nogle af de bedste japanske enheder i 1939. Garnisonen i den vestlige del af Manchukuo bestod af en nyopstillede 23. division i Hailar under general Michitarō Komatsubara og bestod af adskille enheder fra Manchukuos hær og grænseenheder.
De sovjetiske tropper bestod af 57. Specialkorps, som var placeret fremskudt fra Trans-Bajkal militærdistriktet med ansvar for forsvaret af grænsen mellem Sibirien og Manchuriet. De mongolske tropper bestod fortrinsvis af kavaleribrigader og let artilleri, og viste sig at være effektive og aktive, men havde ikke kampvogne og tropper i tilstrækkeligt omfang.
I 1939 gav den japanske regering Kwantung arméen ordre til at styrke og befæste Manchukuos grænser mod Mongoliet og Sovjetunionen. Hertil kom, at Kwantung arméen, som længe havde været stationeret i Manchuriet langt fra de japanske hovedøer, var blevet meget uafhængig, og ikke følte behov for at få godkendelse fra den japanske regering, inden den udøvede aggression overfor de sovjetiske styrker.

## Kampe i maj, juni og juli
Episoden begyndte den 11. maj 1939. En mongolsk kavalerienhed med 70-90 mand var trængt ind i det omstridte område for at finde græsgange til deres heste. Kavaleri fra Manchukuo angreb mongolerne og drev dem tilbage over Khalkhin Gol. Den 13. maj vendte den mongolske styrke tilbage i større tal, og manchukuoerne kunne ikke fordrive dem.
Den 14. maj anførte oberstløjtnant Yaozo Azuma 23. divisions rekognosceringsregiment med støtte fra 64. regiment fra samme division under oberst Takemitsu Yamagata, ind i området og mongolerne trak sig tilbage. Sovjetiske og mongolske tropper vendte tilbage til det omstridte område og Azumas styrje rykkede igen ud for at fordrive dem. Denne gang forløb tingene anderledes, da den sovjetisk-mongolske styrke omringede Azumas styrke den 28. maj og nedkæmpede den. Azuma-styrken mistede 8 officerer og 97 mand dræbt og en officer og 33 mand sårede, og havde således tab på 63 %.
Begge sider begyndte at opbygge deres styrker i området. Japan havde snart 30.000 mand i området.
Russerne afsendte en ny chef, generalløjtnant Georgij Zjukov, som ankom den 5. juni og medbragte flere motoriserede og pansrede enheder til kampområdet.
Den 27. juni indledte japanerne et luftangreb. Den japanske 2. luftbrigade angreb den sovjetiske flybase ved Tamsak-Bulak i Mongoliet. Japanerne vandt denne kamp idet de ødelagde en halv gang flere fly end de mistede, men angrebet var blevet beordret af Kwangtung arméen uden forlov fra den japanske hærs hovedkvarter i Tokyo. Tokyo gav straks det japanske luftvåben ordre til ikke at gennemføre yderligere angreb.
I løbet af juni var der fortsatte rapporter om sovjetisk og mongolsk aktivitet på begge sider af floden ved Nomonhan, og mindre angreb på isolerede manchukiske enheder. I slutningen af måneden fik den japanske chef for 23. division, generalløjtnant Michitarō Komatsubara, tilladelse til at "udsætte de invaderende". Den japanske plan gik ud på et knibtangsangreb. Tre regimenter og dele af et fjerde, herunder tre fra 23. division – 71. og 72. infanteriregiment samt en bataljon fra 64. infanteriregiment og 26. infanteriregiment under oberst Shinichiro Sumi, som var udlånt fra 7. division skulle krydse over Khalkin Gol, ødelægge kommunisternes styrker på Baintsagan bakken på den vestlige bred, og derefter foretage et venstre sving og rykke sydpå til Kawatama broen. Den anden del af angrebet blev tildelt Yasuoka enheden, som bestod af 3. og 4. kampvognsregiment samt en del af 64. regiment, en bataljon af 28. infanteriregiment fra 7. division, 24. ingeniørregiment og en bataljon af 13. feltartilleriregiment, under samlet ledelse af generalløjtnant Yasuoka Masaomi. Denne styrke skulle angribe sovjetiske tropper på den østlige bred af Khalkhyn Gol og nord for Holsten floden. De to japanske fremstød skulle mødes i de sovjetiske styrkers bagområde og omringe dem.
Det lykkedes for den nordlige enhed at krydse Khalkhyn Gol, fordrive sovjetstyrkerne fra Baintsagan bakken og rykke sydpå langs den vestlige bred, men Zjukov, som havde fornemmet faren, indledte et modangreb med 450 kampvogne og panserbiler. Den russiske pansrede styrke angreb japanerne på tre sider, og selv om den ikke var støttet af infanteri lykkedes det omtrent at omringe japanerne. Den japanske styrke, som yderligere var handicappet af kun at have en enkelte pontonbro over floden til forsyninger (hovedparten af brobygningspersonellet var sent sydpå for at hjælpe til i krigen i Kina) var tvunget til at trække sig tilbage og krydsede floden igen den 5. juli. I mellemtiden angreb Yasuoka-enheden (den sydlige styrke) om natten den 2. juli. Den rykkede frem om natten for at undgå sovjetisk artilleri på det højtliggende område på flodens vestlige bred. Et egentligt slag fulgte, hvor Yasuoka enheden mistede over halvdelen af dens kampvogne, men alligevel ikke kunne bryde gennem de sovjetiske styrker på den østlige bred og nå Kawatama-broen. 
Efter at et sovjetisk modangreb den 9. juli havde kastet den forslåede, udmarvede Yasuoka enhed tilbage blev den opløst og Yasuoka blev afløst.
De to hære fortsatte med støde sammen med hinanden i de følgende to uger langs en fire kilometer lang front langs østbredden af Khalkhyn Gol til dens møde med Holsten floden. Zjukov, hvis hær var 750 km fra sin forsyningsbase, samlede en flåde af 2.600 lastbiler til at forsyne sine tropper, mens japanerne havde alvorlige forsyningsproblemer, fordi de ikke rådede over lignende motoriseret transport. Den 23. juli indledte japanerne endnu et storstilet angreb, ved at sende 64. og 72. regiment mod de sovjetiske styrker, som forsvarede Kawatama-broen. Japanske artillerienheder støttede angrebet med en massiv spærreild, som opbrugte over halvdelen af deres ammunitionslagre i løbet af to dage. Angrebet gjorde nogen fremgang, men det lykkedes ikke at gennembryde den sovjetiske linje og nå frem til broen. Japanerne trak sig ud af angrebet den 25. juli på grund af stigende tab og udtømte lagre af artillerigranater. De havde tab på over 5.000 mand på dette tidspunkt, men havde fortsat 75.000 mand og adskillige hundrede fly overfor de kommunistiske styrker. Slaget gik ind i et dødvande.

## August: Zjukovs angreb
Japanerne omgrupperede sig og planlagde et tredje storoffensiv mod sovjetstyrkerne til den 24. august. De fik aldrig chancen. Zjukov havde samlet en stor pansret styrke i form af tre kampvognsbrigader (4., 6. og 11.) og to mekaniserede brigader (7. og 8., som bestod af panserbiler med tilknyttet infanteristøtte). Denne styrke blev placeret på den sovjetiske venstre og højre fløj. I alt havde Zjukov tre riffeldivisioner, to kampvognsdivisioner, yderligere to kampvognsbrigader – i alt 498 kampvogne – to motoriserede infanteridivisioner og en luftstyrke på ca. 250 jagere og bombefly at sætte ind mod japanerne. Mongolerne indsatte to kavaleridivisioner. Kwantung arméen derimod havde kun to let pansrede divisioner der hvor angrebet blev sat ind. De var opbygget omkring generalløjtnant Michitarō Komatsubaras 23. division, hvis hovedkvarter havde ligget i Hailar, hovedstaden i Hsingan, Manchu provinsen, over 150 km fra kamphandlingerne. Deres efterretningsaktivitet havde heller ikke opdaget omfanget af den sovjetiske opmarch eller målet for det angreb, som Zjukov planlagde.
Zjukov besluttede, at det var på tide at bryde dødvandet. Han indsatte omkring 50.000 sovjetiske og mongolske tropper fra 57. Special Korps i forsvaret af den østlige bred af Khalkhyn Gol, derpå krydsede han floden den 20. august for at angribe de japanske elitestyrker med tre infanteridivisioner, koncentreret artilleri, en kampvognsbrigade og de bedste fly fra det sovjetiske luftvåben. Da først japanerne var blevet indviklet i kamp mod det sovjetiske centrum, fejede de pansrede sovjetiske enheder rundt om flankerne og angreb japanerne i ryggen, afskar deres kommunikationslinjer, afværgede desperate japanske modangreb (en japansk officer trak sin sabel og anførte et angreb til fods mod sovjetiske kampvogne), og opnåede en klassisk omringning. Da de to fløje i Zjukovs angreb mødtes ved landsbyen Nomonhan den 25. var den 23. japanske division fanget i en fælde. Den 26. august slog et japansk angreb for at undsætte 23. division fejl. Den 27. august forsøgte 23. division at bryde ud af omringningen, men forgæves. Da de omringede styrker nægtede at overgive sig, ødelagde Zjukov dem med artilleri og luftangreb. Slaget endte den 31. august med de japanske styrkers fuldstændige ødelæggelse. De resterende japanske enheder trak sig tilbage til øst for Nomonhan.
Mens Zjukov afsluttede nedkæmpelsen af 23. division var store begivenheder under udvikling tusinder af kilometer mod vest. Den følgende dag, 1. september 1939, indledte Adolf Hitler sin invasion af Polen og 2. verdenskrig brød ud i Europa. Sovjetunionen havde allerede indgået Molotov-Ribbentrop-pagten, efter hvilken Sovjetunionen skulle besætte den østlige del af Polen og etablere indflydelsessfærer i Finland, Estland og Letland. Måske som resultat af Stalins nye forpligtelser i Østeuropa rykkede de sovjetiske styrker ikke over den grænse, som de hævdede var deres ved slagets begyndelse. Sovjetunionen og Japan underskrev en våbenhvile den 15. september, og den trådte i kraft den følgende dag. Stalin, som således ikke behøvede at bekymre sig om sin østgrænse, kunne give grønt lys til Sovjetunionens invasion af Polen i 1939 som begyndte den 17. september.

## Efterspil
Der er stor forskel på vurderingerne af tabene. Nogle kilder hævder at japanerne mistede 45.000 eller flere mens de sovjetiske tab var på mindst 17.000. Japanerne rapporterede officielt 8.440 døde og 8.766 sårede, mens russerne i starten hævdede at have samlede tab på 9.284. Det er sandsynligt at de offentliggjorte tal var formindsket af propagandamæssige årsager. I de senere år, efter at de sovjetiske arkiver er blevet åbnet er der kommet mere præcise vurderinger af de sovjetiske tab, som nu angives til 7.974 døde og 15.251 sårede. Tilsvarende forskning i de japanske tabstal er endnu ikke sket.
Selv om denne konflikt ikke er særlig kendt i Vesten, havde den dybtgående konsekvenser for forløbet af 2. Verdenskrig. Det kan siges at det var det første afgørende slag i 2. Verdenskrig, fordi det afgjorde at de to vigtige Aksemagter aldrig ville få forbindelse med hinanden gennem Rusland. Nederlaget overbeviste imperiegeneralstaben i Tokyo om at hærens ønsker om at erobre Sibirien til Bajkalsøen var umulige at opnå. I stedet valgte man at følge flådens tanker om erobringer i Sydøstasien, først og fremmest Hollandsk Ostindien, som var rigt på olie og mineraler, hvilket førte direkte til Angrebet på Pearl Harbor 2½ år senere i december 1941. Japanerne foretog aldrig siden et offensivt træk mod Sovjetunionen. I 1941 underskrev de to lande en aftale om at respektere Mongoliets og Manchukuos grænser og lovede at forholde sig neutralt overfor hinanden. Freden holdt indtil Sovjetunionens invasion af Manchuriet i august 1945, i krigens sidste uger.
Det var den første sejr for den snart berømte sovjetiske general Georgij Zjukov, hvilket indbragte ham den første af hans fire Sovjetunionens helt medaljer. Zjukov selv blev forfremmet og forflyttet vest på til Kiev militærdistriktet. Hans kamperfaring blev nyttig i december 1941 under Slaget om Moskva. Zjukov brugte al sin erfaring til at iværksætte den første vellykkede sovjetiske modoffensiv mod den tyske invasion. Mange sibiriske og andre trans-uralske enheder tog del i dette angreb, og beslutningen om at flytte divisionerne fra Sibirien blev hjulpet på vej af den sovjetiske mesterspion Richard Sorge i Tokyo, som kunne meddele den sovjetiske regering, at japanerne havde øjnene rettet mod syd, og sandsynligvis ikke ville iværksætte et nyt angreb mod Sibirien foreløbig. Et år efter at have kastet tyskerne tilbage fra den sovjetiske hovedstad planlagde og gennemførte Zjukov den Røde Hærs offensiv i Slaget om Stalingrad, hvor han anvendte en taktik som meget lignede Khalkhin Gol, hvor de sovjetiske styrker fastholdt fjenden i centrum, uopdaget opbyggede en stor styrke i området og gennemførte et knibtangsangreb på fløjene for at omringe den fjendtlige hær. Et knibtangsangreb er så gammelt som Cannae, men Zjukov fortjener ros for at vide hvornår man skal anvende det, og især for at evne at gennemføre det i den enorme skala, som var nødvendig.

Selv om japanerne lærte aldrig at angribe Sovjetunionen igen gennemførte de ingen større ændringer i deres taktiske doktriner. De fortsatte med at lægge vægt på mod og tapperhed ved den enkelte soldat frem for kocentreret styrke og kampvogne. Problemerne, som de stod overfor ved Khalkhin Gol, først og fremmest deres mangel på kampvogne, kom til at plage dem igen, da amerikanerne og briterne rejste sig oven på nederlagene i 1941-1942 og gik i gang med erobringen af det japanske imperium.
Ved den internationale militærdomstol i Fjernøsten blev 14 japanere tiltalt for at have "indledt en aggressionskrig ... mod den Mongolske Folkerepublik i området ved Khalkhin-Gol floden" og for at have ført krig "i strid med international ret" mod Sovjetunionen.  Kenji Doihara, Hiranuma Kiichirō og Seishirō Itagaki blev dømt for disse anklager.
Den mongolske by Choibalsan, i Dornod provinsen hvor slaget blev udkæmpet er hjemsted for "G.K. Zhukov Museum", som er viet til Zjukov og slaget i 1939. Ulaanbaatar i Mongoliet har også et "G.K. Zhukov Museum" med information om slaget ved Khalkhin Gol.

## References
- Baabar, B. (1999). From world power to Soviet satellite: History of Mongolia. University of Cambridge Press. OCLC 318985384
- Chiyoko Sasaki: Der Nomonhan Konflikt: Das fernöstl. Vorspiel zum 2. Weltkrieg. Bonn University, 1968. Phil. F., Diss. 6. Nov. 1968.
- Coox, Alvin D.: Nomonhan: Japan Against Russia, 1939. ISBN 0-8047-1835-0
- Drea, Edward: Nomonhan: Japanese-Soviet Tactical Combat, 1939. Leavenworth Papers study Arkiveret 30. december 2009 hos  Wayback Machine for the Combat Studies Institute of the U.S. Army.

- Drea, Edward J. (1998). "Tradition and Circumstances:  The Imperial Japanese Army's Tactical Response to Khalkhin-Gol, 1939". In the Service of the Emperor:  Essays on the Imperial Japanese Army. Nebraska: University of Nebraska Press. ISBN 0-8032-1708-0.

- Erickson, John: The Soviet High Command: A Military-Political History, 1918-1941. Routledge, 2001. ISBN 0-7146-5178-8.
- Onda Juho: Nomonhan sen: ningen no kroku. Tokio: Gandaishi shuppan kai, Tokuma shoten, 1977.
- Neeno, Timothy: Nomonhan: The Second Russo-Japanese War. MilitaryHistoryOnline.com essay Arkiveret 24. november 2005 hos  Wayback Machine. Bruger Coox bogen og Drea artiklen som kilder.
- Zaloga, Steven J. Japanese Tanks 1939-45. (2007) Osprey. ISBN 978-1-84603-091-8.